# Phường 2, Đà Lạt
Phường 2 là một phường thuộc thành phố Đà Lạt, tỉnh Lâm Đồng, Việt Nam.

## Địa lý
Phường 2 có vị trí địa lý:
- Phía đông giáp Phường 1
- Phía tây giáp Phường 6 và Suối Cam Ly
- Phía nam giáp Phường 1
- Phía bắc giáp Phường 8 và Phường 7.

Phường 2 có diện tích 1,25 km², dân số năm 2022 là 22.316 người, mật độ dân số đạt 17.852 người/km².

## Hành chính
Phường 2 được chia thành 18 tổ dân phố: 1, 4, 5, 6, 7, 8, 9, 11, 12, 13, 14, 15, 16, 17, 18, 19, 20, 21.

## Lịch sử
Ngày 6 tháng 6 năm 1986, Hội đồng Bộ trưởng ban hành Quyết định số 67-HĐBT về việc:
- Thành lập Phường 2 trên cơ sở 31 tổ dân phố với 11.550 nhân khẩu của Phường 1 cũ.
- Thành lập Phường 3 và Phường 4 trên cơ sở Phường 2 cũ.

Ngày 21 tháng 1 năm 2020, HĐND tỉnh Lâm Đồng ban hành Nghị quyết số 166/NQ-HĐND về việc:
- Sáp nhập tổ dân phố 2 và tổ dân phố 3 vào tổ dân phố 1.
- Sáp nhập tổ dân phố 10 vào tổ dân phố 9.